# 广东医科大学附属医院
广东医科大学附属医院是一家大型三级甲等综合医院，也是广东医科大学下属的其中一家直属附属医院，位于中华人民共和国广东省湛江市。

## 历史
1970年1月19日，湛江医学院附属医院正式成立并对外开诊。1992年11月12日，湛江医学院附属医院更名为“广东医学院附属医院”，并于1993年8月被评为“三级甲等医院”。2016年4月16日，广东医学院附属医院更名为“广东医科大学附属医院”。

### 海东院区
- 2020年6月30日，广东医科大学附属医院海东院区正式开工[5]。
- 2021年12月31日，广东医科大学附属医院海东院区一期工程实现主体结构封顶[6][7][8]。
- 2025年1月18日，广东医科大学附属医院海东院区一期工程落成[9][10]。

### 院区分布
- 霞山院区（总院）：湛江市霞山区人民大道南57号
- 海东院区：湛江市坡头区海川快线旁